# Остерфелд (Наумбург)
Остерфелд (њем. Osterfeld) град је у њемачкој савезној држави Саксонија-Анхалт. Једно је од 43 општинска средишта округа Бургенланд. Према процјени из 2010. у граду је живјело 2.762 становника. Посједује регионалну шифру (AGS) 15084375.

## Географски и демографски подаци
Остерфелд се налази у савезној држави Саксонија-Анхалт у округу Бургенланд. Град се налази на надморској висини од 250 метара. Површина општине износи 27,6 km². У самом граду је, према процјени из 2010. године, живјело 2.762 становника. Просјечна густина становништва износи 100 становника/km².